# Gabriel Podoski
Gabriel Podoski (1719-1777) fue un sacerdote y político polaco. Arzobispo de Gniezno (también, primado de Polonia) (1767-1777).
Fue uno de los nobles polacos en el servicio ruso y apoyó su posición. Uno de los líderes de la Confederación Radom y partidario de las Leyes cardenalicias.
Fue partidario de Augusto III de Polonia, rival del rey Estanislao II Poniatowski.